# Klarsyn (Joey Moe-album)
 For alternative betydninger, se Klarsyn (flertydig). (Se også artikler, som begynder med Klarsyn)
Klarsyn er et det syvende studiealbum af den danske sanger og sangskriver Joey Moe. Det udkom den 11. august 2017 på disco:wax.

## Spor
| #   | Titel                                  | Sangskriver(e)                                                  | Producer(e)                  | Længde |
| --- | -------------------------------------- | --------------------------------------------------------------- | ---------------------------- | ------ |
| 1.  | "Udenpå indeni"                        | Joey Moe Lasse Baunkilde Niclas Genckel Petersen Jannik Thomsen | Moe Baunkilde                | 3:14   |
| 2.  | "Almindelig"                           | Moe Baunkilde Kasper Falkenberg                                 | Moe Baunkilde Falkenberg     | 3:22   |
| 3.  | "Helt okay" (featuring Barbara Moleko) | Moe Barbara Moleko Falkenberg Baunkilde Ole Brodersen           | Falkenberg Brodersen         | 3:27   |
| 4.  | "Acapella"                             | Moe Falkenberg Baunkilde Thomsen Petersen                       | Moe Falkenberg               | 3:09   |
| 5.  | "Smukkest på en søndag"                | Moe Kasper Larsen Falkenberg Brodersen                          | Larsen Brodersen             | 3:26   |
| 6.  | "Eneste"                               | Moe Morten Nørhave Kolding                                      | Moe Morten Casual            | 3:03   |
| 7.  | "Igen"                                 | Moe Falkenberg Baunkilde                                        | Moe Baunkilde                | 3:27   |
| 8.  | "Heltinde"                             | Moe Falkenberg                                                  | Falkenberg                   | 3:26   |
| 9.  | "Klarsyn"                              | Moe Falkenberg Baunkilde                                        | Moe Falkenberg Baunkilde     | 3:32   |
| 10. | "Vægtede tangenter"                    | Moe Falkenberg Søren Møller Larsen                              | Moe Falkenberg Møller Larsen | 4:05   |

## Hitlister og certificeringer
| Hitliste (2017)        | Højeste placering |
| ---------------------- | ----------------- |
| Danmark (Album Top-40) | 6                 |

| Land (Organisation) | Certificering |
| ------------------- | ------------- |
| Danmark (IFPI)      | Guld          |